# ピアノ五重奏曲 (フランク)
ピアノ五重奏曲 ヘ短調は、セザール・フランクが1878年から1879年にかけて作曲したピアノ五重奏曲。

## 概要
フランクはヴィルトゥオーゾピアニストとしてキャリアをスタートさせた。創作の初期にはピアノ三重奏曲集を作曲するなど室内楽曲も手掛けた彼であったが、サント・クロチルド聖堂のオルガニストに就任してからの中期にはこのジャンルから遠ざかっていた。1874年にワーグナーの『トリスタンとイゾルデ』に触発されたフランクは旺盛な作曲意欲を見せる後期に入る。ここで彼は30年以上の空白期間を経て再び室内楽の分野に舞い戻り、『ヴァイオリンソナタ』や『弦楽四重奏曲』などの傑作を生みだした。そうした一連の室内楽曲創作の口火を切ることになったのが、このピアノ五重奏曲である。
フランクの後期作品は緊密な循環形式の使用によって特徴づけられる。後期でも早い段階で書かれたこのピアノ五重奏曲においてその特徴は既に現れており、冒頭に提示されるモチーフによって全曲の有機的統一が図られている。フランクは循環形式を基本に据えた作品を作り続け、1888年の『交響曲 ニ短調』はそうした楽曲の最たるものとして名高い。
初演は1880年1月17日に国民音楽協会で行われた。演奏はマルシック四重奏団とサン＝サーンスのピアノであった。フランクはサン＝サーンスへ曲を献呈しようとしたが、サン＝サーンスは曲の内容にひどく不満を持ったらしく、演奏が終わると献辞の書かれた自筆譜を残してそのまま舞台を後にしてしまった。出版はアメル社（Hamelle）から行われ、ダンディは1906年にはこの版が主流であったと伝えている。その後、ライプツィヒのペータース社からも楽譜が刊行された。
この曲の作曲にあたって、フランクと彼の門弟の1人であるオーギュスタ・オルメスとの不貞が影響したという説もある。

## 演奏時間
約40分

## 楽曲構成

### 第1楽章
モルト・モデラート・クアジ・レント 4/4拍子 ヘ短調
自由なソナタ形式。弦楽器がフォルテッシモで示す序奏で開始する。この序奏でヴァイオリンが奏でるリズムは、この後全曲を支配する重要な役割を果たす（譜例1）。これに対してピアノが応答主題で応えることで、44小節にわたる比較的長大な序奏が形成される。

譜例1 
主部のアレグロとなって、譜例1に由来する第1主題を弦楽合奏とピアノが交互に奏する（譜例2）。

譜例2 
続く第2主題（譜例3）は第2の循環主題となる重要なものだが、この楽章中ではさらに続いてピアノに出される副主題（譜例4）の存在感が大きい。

譜例3 

譜例4 
展開部は第1主題がピアノの低音で扱われて開始する。以降、提示されたあらゆる要素が混然一体となり、巧みな展開が行われる。途中、クレッシェンドして弦楽合奏が2回にわたり斉奏で譜例1の序奏をフォルテッシッシモ（fff）で出すが、いずれも譜例4による穏やかな応答がなされる。その後、主題の再現を遮る2度の印象的な全休止（ゲネラルパウゼ）を経て、ピアニッシッシモ（ppp）で第1主題が回帰する。第2主題が再現されるとただちに静まり、序奏でのピアノの応答句が顔を出す。平野はこの部分からを再現部としながらも、曲がさらなる発展を見せることを指摘している。主に譜例4を用いて次々に音量と速度を増していき、頂点で元のテンポ（アレグロ）に戻って第1主題が全楽器のユニゾンで奏される。その後、急速に音量を落として譜例2のリズムの余韻の中に楽章を終える。

### 第2楽章
レント・コン・モルト・センティメント 12/8拍子 イ短調
弱音でのピアノの和音の伴奏に乗り、ヴァイオリンが譜例5の主題を奏して開始する。この主題は循環主題である譜例2から生成されたものであり、さらに譜例3もしくは譜例4を素材とするフレーズが続く。後半のフレーズは後の『ヴァイオリンソナタ』の循環主題を想起させるような表情を持つ。

譜例5
第1ヴァイオリンが引き続き譜例5の延長を奏する中、低弦パートは16分音符に特徴づけられる副主題（譜例6）を出す。

譜例6
これは終楽章へと引き継がれるため、第3の循環主題と言えるものである。しばらくこれら2つの主題とピアノの半音階的な動きが組み合わされて進められるが、変ニ長調となるとピアノがアルペジオに乗って高音で譜例2の変化形を示す。その後には譜例4のこだまも聞こえる。元のテンポに戻ると、伴奏音型と旋律がともに重層的な扱いとなって譜例5が再現される。これ以降は主要主題が奏でられながら落ち着いていくが、最後には再びピアノに譜例2の変化形が現れてイ短調の響きで静かに終わる。

### 第3楽章
アレグロ・ノン・トロッポ・マ・コン・フォーコ 3/4拍子 ヘ長調
第2ヴァイオリンがトレモロ音型を独奏で奏でて、焦燥感に満ちた序奏を開始する。調性が不確かなまま進行するこの序奏の間に、第1主題が暗示されている。マエストーソとなるとようやく主題の全貌が明らかになる（譜例7）。ここでのピアノの伴奏音型は技巧的に書かれている。

譜例7
第2楽章同様ピアノの高音部に譜例2の変化形が現れた後、かねてからリズムがほのめかされていた譜例6の第3循環主題が弦楽器のトレモロの上にピアノによって出され、この楽章の主要主題となる。以降展開に移り、主として第1主題が扱われるものの循環主題群も顔を出し、フォルテッシッシモの頂点では譜例6が重厚に奏される。息つく間もなく再現部へと突入し両主題が再現される。譜例4が再度現れてからは勢いを落とすことなく、そのまま迫力を保ってコーダを結び、全曲の幕を閉じる。